# David Richards (producteur)
David Richards (né en 1956 et mort le 20 décembre 2013), est un réalisateur artistique et ingénieur du son britannique et naturalisé Suisse. Employé puis propriétaire des célèbres Mountain Studios de Montreux en Suisse, il a de la fin des années 1970 jusqu'au milieu des années 1990 coproduit plusieurs albums désormais classiques de Duran Duran, David Bowie et de Queen. Producteur associé du groupe pendant près de quatorze ans, il est devenu un ami loyal de ses membres. Après son décès, le guitariste Brian May a publié sur son blog personnel un hommage témoignant de son amitié pour l'ingénieur du son.
Tout au long de sa carrière, il a travaillé avec une multitude d'artistes et a notamment enregistré chaque année le Festival de Jazz de Montreux à partir de 1975 et ce pendant 38 ans, formant ainsi la collection d'archives audio du Festival, désormais classée au patrimoine mondial de l'UNESCO.

## Biographie

### Jeunesse
David Richards naît en 1956 dans une famille de musiciens. Son père, Bobby Richards, a orchestré, arrangé et produit des morceaux de Dusty Springfield et des Seekers, et a travaillé avec le compositeur britannique de musique de films John Barry sur différents projets. À l'âge de sept ans, le jeune David fut très impressionné de voir son père au travail. Il déclara plus tard que c'est ainsi qu'est née sa vocation pour l'ingénierie du son.
David Richards commence sa carrière en 1973, soit à l'âge de dix-huit ans, aux studios londoniens Chappell Studios où il travailla comme assistant de production de l'ingénieur du son en chef John Timperley. C'est son père qui lui a obtenu ce poste de son réseau professionnel.

### Arrivée aux studios Mountain
En 1975, Timperley se voit proposer un poste à Montreux, où Alex Grob et Anita Kerr projettent d'ouvrir un studio d'enregistrement dans une annexe du casino,. Celui-ci accepte et demande à David Richards de l'accompagner. Le jeune homme est d'abord réticent, et ne pense rester en Suisse que pendant 6 mois. Cependant il apprécie sa nouvelle vie au bord du lac Léman et s'y installe définitivement avec son épouse, Colette McCready. Les premiers clients du Mountain Studio flambant neuf, où travaille désormais Richards sous la direction de Timperley, ne sont autres que les Rolling Stones, qui viennent y enregistrer leur album Black and Blue. La situation fiscale de la Suisse attire en effet de nombreux musiciens britanniques à Montreux, et le studio accueillera entre autres Led Zeppelin, Emerson, Lake & palmer, Yes, Bryan Ferry ou encore Smokie.
Quand John Timperley choisit de quitter les studios Mountain en 1977, Richards lui succède et devient ingénieur du son en chef des studios,.

### Avec Queen
David Richards rencontre pour la première fois les membres de Queen en 1978, alors qu'ils viennent aux Studios Mountain travailler sur leur album Jazz. Le titre Dead On Time, enregistré par Richards, met d'ailleurs en scène un orage frappant la ville de Montreux. Le groupe repart très satisfait des sessions d'enregistrement effectuées dans les studios.
Queen rachète officiellement les Studios Mountain en 1979 pour leur situation géographie idéale, leur personnel hautement qualifié et leur matériel de première qualité. David Richards commence par produire l'album live Live Killers en 1979. Il aide ensuite Roger Taylor sur ses deux premiers albums solo, Fun in Space (1981) et Strange Frontier (1984). À partir de 1986 et l'album A Kind Of Magic, il est crédité en tant que producteur associé sur tous les albums du groupe. Chacun de ces albums atteint le sommet du classement des ventes au Royaume-Uni. Au fur et à mesure, Richards obtient une place de plus en plus importante pour les membres de Queen. Ainsi, lorsque Freddie Mercury informe les autres membres de Queen qu'il est atteint du SIDA, David est mis dans la confidence. Il est très présent pendant les sessions de The Miracle et Innuendo, tous deux enregistrés intégralement à Montreux. Brian May écrira, après sa mort, dans un billet de blog lui rendant hommage : « David a été notre pilier pendant tous ces derniers jours où nous savions que Freddie était proche de la fin ».
Après la mort de Freddie Mercury, les membres de Queen décident de se séparer des studios Mountain en 1993. C'est David Richards, travaillant sur place depuis alors plus de dix-huit ans, qui les rachète.

### En tant que propriétaire des studios Mountain
David Richards, désormais propriétaire des Studios Mountain, produit entre 1993 et 2002 entre autres :
- Made In Heaven (1995), qui est le dernier album studio de Queen. Brian May, John Deacon et Roger Taylor se réunirent après la mort de Freddie Mercury à Montreux pour retravailler, enregistrer les parties instrumentales et arranger les derniers enregistrements inédits de la voix du défunt chanteur.

Richards reçoit en 1997 une visite du chanteur américain Michael Jackson qui travaille sur son album Blood on the Dance Floor: HIStory in the Mix.
En 2002, David Richards déclare la cessation d'activité du studio montreusien car le groupe français Barrière, qui vient de racheter le bâtiment comprenant le studio, entame des travaux bruyants qui rendent impossible tout enregistrement et l'entrepreneur échoue à s'entendre avec la nouvelle direction du casino. Il en créée alors un nouveau à Attalens, un village suisse situé à 15 kilomètres de Montreux. Après son départ, l'ancien studio est transformé en discothèque, sans grand succès ; depuis peu, il accueille une exposition permanente intitulée Queen - The Studio Experience proposant  aux visiteurs une immersion dans le studio où ont été enregistrés les quatre derniers albums de Queen.

## Discographie

### Albums de Queen
David Richards est crédité en tant que producteur associé sur les albums suivants de Queen :
- Live Killers (1979)[8]
- A Kind of Magic (1986)[8]
- Live Magic (1986)[8]
- The Miracle (1989)[8]
- Innuendo (1991)[8]
- Made In Heaven (1995)[8]

Il a également produit plusieurs albums solo des membres de Queen. Il est crédité en tant que producteur associé sur :
- Fun In Space, premier album solo de Roger Taylor sorti en 1981[8]
- Strange Frontier, deuxième album de Roger Taylor sorti en 1984[8]
- Shove It (1988), premier album du groupe The Cross mené par Roger Taylor[9]
- Barcelona, album de Freddie Mercury et Montserrat Caballé sorti en 1988[8]
- Back To The Light, premier album solo de Brian May sorti en 1992[8]
- Another World, deuxième album de Brian May sorti en 1998[8]

### Albums de David Bowie
David Richards est crédité en tant que producteur sur les albums suivants de David Bowie :
- Lodger (1979)[10]
- Never Let Me Down (1987)[11]
- Black Tie White Noise (1993)[12]
- The Buddha of Suburbia (1993)[13]
- 1. Outside (1995)[14]

### Autres artistes
David Richards a également collaboré avec d'autres artistes et est crédité, entre autres, sur les albums :
- Blah Blah Blah (1986), plus grand succès commercial du chanteur américain Iggy Pop
- Eternal (1999), enregistrement et mixage de l'album de Samael
- Rêves immoraux (1982), album de Patrick Juvet